# Ассоциация арабских женщин Палестины
Ассоциация арабских женщин Палестины (англ. Arab Women's Association of Palestine, араб. جمعية السيدات العربيات في فلسطين‎, AWA) — неправительственная организация на Ближнем Востоке.
Ассоциация также известна как «Ассоциация арабских женщин» (англ. Arab Women's Association), была палестинской женской организацией, основанной «Исполнительным комитетом арабских женщин» (англ. Arab Women's Executive Committee, AWE) в Иерусалиме в рамках британского мандата Палестины 26 октября 1929 года.
Исполнительный комитет арабских женщин организовал и провел Первый конгресс арабских женщин в Иерусалиме в 1929 году. Конгресс стал первой международной женской конференцией в арабском и исламском мире и предшественником Первого конгресса восточных женщин.

## Основание
Беспорядки в подмандатной Палестине 1929 года привели к национальной мобилизации Палестины и к созданию Исполнительного комитета арабских женщин — первой женской организации в Палестине. Событие стало отправной точкой палестинского женского движения. В 1929 году в Иерусалиме комитет организовал и провёл Первый Конгресс арабских женщин. Конгресс стал первой международной женской конференцией в арабском и исламском мире и предшественником Первого конгресса восточных женщин. Конгресс в Иерусалиме в 1929 году собрал двести палестинских мусульманок и христианок и принял резолюцию из трех требований:
- отмена Декларации Бальфура 1917 года,
- признание права Палестины на пропорционально представительное национальное правительство
- развитие палестинской промышленности.

Во время конгресса Исполнительный комитет арабских женщин основал «Ассоциацию арабских женщин Палестины».

## Цели
Цели ассоциации были заявлены как работать над развитием социальных и экономических дел арабских женщин в Палестине, стремиться обеспечить расширение образовательных возможностей для девочек и использовать все возможные и законные средства для повышения положения женщин.

## Основатели
Членами-учредителями были Вахида аль-Халиди (президент), Матиэль Моганнам и Катрин Диб (секретари), Шахинда Дуздар (казначей), Наимити аль-Хусайни, Тараб Абд аль-Хади, журналистка Мэри Шихада, Аниса аль-Хадра., Хадиджа аль-Хусейни, Дия аль-Нашашиби, директор школы Мелия Сакакини,  Злиха аль-Шихаби, Камиль Будайри, Фатима аль-Хусайни, Захия аль-Нашашиби и Садийя аль-Алами.
Пионеры палестинского женского движения обычно происходили из меньшинства модернистских женщин среднего класса с западным образованием, которые выступали за эмансипацию женщин.

## Деятельность
Ассоциация сформировала отделения во многих палестинских городах и поселках и стала ведущей организацией палестинского женского движения. Она принимал активное участие в арабских протестах против британского мандата, оказывала поддержку узникам и повстанцам восстаний 1936 и 1939 годов, выражала протест британским властям и мобилизовала международную и региональную поддержку палестинского национального движения.

## Раскол
В 1938 году представители ассоциации посетили Восточную женскую конференцию по защите Палестины в Каире. В 1944 году ассоциация раскололась на первоначальную «Ассоциацию арабских женщин Палестины» и «Союз арабских женщин», который был официально создан как Арабский феминистский союз  после Конгресса арабских женщин 1944 года.